# Gran Premio motociclistico di Jugoslavia 1990
Il Gran Premio motociclistico di Jugoslavia 1990 fu la settima gara del Motomondiale 1990. Si disputò il 17 giugno 1990 presso l'Automotodrom Grobnik, nei pressi di Fiume. Questa si rivelò poi essere stata l'ultima edizione del Gran Premio motociclistico di Jugoslavia.
In una giornata caratterizzata da un tempo variabile e ricordata soprattutto per i numerosi incidenti, si è gareggiato in tre classi in singolo con le vittorie di Wayne Rainey in classe 500, di Carlos Cardús in classe 250, e di Stefan Prein in classe 125, tra i sidecar si è imposto l'equipaggio Alain Michel/Simon Birchall.

## Classe 500
In una gara in cui il già ridotto numero di partenti è stato diminuito a causa di numerose cadute, si è imposto lo statunitense Wayne Rainey che comanda anche la classifica provvisoria e che ha preceduto il connazionale Kevin Schwantz e il britannico Niall Mackenzie.
Solo 9 piloti sono stati classificati, pertanto non sono stati assegnati tutti i punti a disposizione per la classifica iridata.

### Arrivati al traguardo
| Pos. | Pilota               | Moto   | Tempo     | Griglia | Punti |
| ---- | -------------------- | ------ | --------- | ------- | ----- |
| 1    | Wayne Rainey         | Yamaha | 48.10.806 | 1       | 20    |
| 2    | Kevin Schwantz       | Suzuki | 48.20.880 | 2       | 17    |
| 3    | Niall Mackenzie      | Suzuki | 48.44.491 | 3       | 15    |
| 4    | Michael Doohan       | Honda  | 48.54.336 | 5       | 13    |
| 5    | Jean-Philippe Ruggia | Yamaha | 49.22.253 | 8       | 11    |
| 6    | Marco Papa           | Honda  | 1 giro    | 12      | 10    |
| 7    | Cees Doorakkers      | Honda  | 2 giri    | 15      | 9     |
| 8    | Karl Truchsess       | Honda  | 2 giri    | 14      | 8     |
| 9    | Nicholas Schmassmann | Honda  | 4 giri    | 16      | 7     |

### Ritirati
| Pilota              | Moto   | Motivo | Griglia |
| ------------------- | ------ | ------ | ------- |
| Pierfrancesco Chili | Honda  |        | 4       |
| Juan Garriga        | Yamaha |        | 9       |
| Randy Mamola        | Cagiva |        | 7       |
| Alex Barros         | Cagiva |        | 11      |
| Ron Haslam          | Cagiva |        | 10      |
| Vittorio Scatola    | Paton  |        | 13      |
| Sito Pons           | Honda  |        | 6       |

## Classe 250
Anche la quarto di litro è stata caratterizzata da numerose cadute, di cui la più grave ha coinvolto il pilota tedesco Reinhold Roth di cui si è anche temuto per la vita. A causa dell'inizio della pioggia, la gara è stata interrotta prima della fine regolamentare ed è stata considerata valida la classifica al 23º giro. È risultato vincitore lo spagnolo Carlos Cardús davanti allo statunitense John Kocinski e al tedesco Martin Wimmer; curiosamente con il metodo applicato è risultato giunto al sesto posto anche il pilota infortunato più seriamente. La classifica provvisoria vede al comando Kocinski davanti all'italiano Luca Cadalora e a Cardus.

### Arrivati al traguardo
| Pos. | Pilota            | Moto    | Tempo     | Griglia | Punti |
| ---- | ----------------- | ------- | --------- | ------- | ----- |
| 1    | Carlos Cardús     | Honda   | 35.46.457 | 4       | 20    |
| 2    | John Kocinski     | Yamaha  | 35.46.518 | 1       | 17    |
| 3    | Martin Wimmer     | Aprilia | 35.46.688 | 9       | 15    |
| 4    | Luca Cadalora     | Yamaha  | 35.46.750 | 2       | 13    |
| 5    | Helmut Bradl      | Honda   | 35.46.933 | 3       | 11    |
| 6    | Reinhold Roth     | Honda   | 35.47.068 | 5       | 10    |
| 7    | Àlex Crivillé     | Yamaha  | 35.47.551 | 8       | 9     |
| 8    | Jacques Cornu     | Honda   | 35.58.715 | 6       | 8     |
| 9    | Carlos Lavado     | Aprilia | 36.10.595 | 12      | 7     |
| 10   | Jochen Schmid     | Honda   | 36.11.235 | 16      | 6     |
| 11   | Andreas Preining  | Honda   | 36.11.236 | 15      | 5     |
| 12   | Masahiro Shimizu  | Honda   | 36.11.415 | 14      | 4     |
| 13   | Corrado Catalano  | Aprilia | 36.39.148 | 29      | 3     |
| 14   | Marcellino Lucchi | Aprilia | 36.39.289 | 10      | 2     |
| 15   | Bernd Kassner     | Yamaha  | 36.39.620 | 18      | 1     |
| 16   | Adrien Morillas   | Aprilia | 36.40.883 | 28      |       |
| 17   | Alain Bronec      | Aprilia | 36.41.053 | 27      |       |
| 18   | Erich Neumair     | Yamaha  | 36.41.194 | 17      |       |
| 19   | Paolo Casoli      | Yamaha  | 36.47.517 | 31      |       |
| 20   | Bernard Haenggeli | Aprilia | 36.56.467 | 23      |       |
| 21   | Hans Becker       | Yamaha  | 37.05.308 | 30      |       |
| 22   | Urs Jücker        | Yamaha  | 37.05.940 | 33      |       |
| 23   | Jean Foray        | Yamaha  | 37.06.638 | 34      |       |

### Ritirati
| Pilota             | Moto    | Motivo | Griglia |
| ------------------ | ------- | ------ | ------- |
| Harald Eckl        | Aprilia |        | 20      |
| Andrea Borgonovo   | Aprilia |        | 22      |
| Loris Reggiani     | Aprilia |        | 11      |
| Darren Milner      | Aprilia |        | 37      |
| Rachel Nicotte     | Yamaha  |        | 36      |
| José Barresi       | Yamaha  |        | 35      |
| Renzo Colleoni     | Aprilia |        | 21      |
| Alberto Rota       | Aprilia |        | 26      |
| Kevin Mitchell     | Yamaha  |        | 32      |
| Didier de Radiguès | Aprilia |        | 7       |
| Fausto Ricci       | Aprilia |        | 24      |
| Alberto Puig       | Yamaha  |        | 19      |

### Non partiti
| Pilota           | Moto  | Motivo | Griglia |
| ---------------- | ----- | ------ | ------- |
| Wilco Zeelenberg | Honda |        | 13      |
| Dominique Sarron | Honda |        | 25      |

### Non qualificato
| Pilota         | Moto     |
| -------------- | -------- |
| Jorge Martínez | JJ Cobas |

## Classe 125
A causa di un incidente multiplo che ha coinvolto una decina di piloti, la gara è stata interrotta ed è stata ripresa con una seconda manche. È risultato vincitore il tedesco Stefan Prein davanti ai due italiani Loris Capirossi e Bruno Casanova; la classifica provvisoria vede ora in testa Capirossi con tre punti di vantaggio su Prein.

### Arrivati al traguardo
| Pos. | Pilota              | Moto      | Tempo     | Griglia | Punti |
| ---- | ------------------- | --------- | --------- | ------- | ----- |
| 1    | Stefan Prein        | Honda     | 31.36.931 | 2       | 20    |
| 2    | Loris Capirossi     | Honda     | 31.36.961 | 6       | 17    |
| 3    | Bruno Casanova      | Honda     | 31.37.049 | 5       | 15    |
| 4    | Ralf Waldmann       | Rotax     | 31.37.204 | 11      | 13    |
| 5    | Doriano Romboni     | Honda     | 31.37.392 | 4       | 11    |
| 6    | Fausto Gresini      | Honda     | 31.37.503 | 14      | 10    |
| 7    | Adi Stadler         | JJ Cobas  | 31.37.680 | 8       | 9     |
| 8    | Maurizio Vitali     | Gazzaniga | 31.37.783 | 12      | 8     |
| 9    | Alessandro Gramigni | Aprilia   | 31.37.823 | 3       | 7     |
| 10   | Robin Milton        | Honda     | 31.39.682 | 23      | 6     |
| 11   | Heinz Lüthi         | Honda     | 31.40.309 | 13      | 5     |
| 12   | Hans Spaan          | Honda     | 31.47.140 | 17      | 4     |
| 13   | Dirk Raudies        | Honda     | 31.52.932 | 10      | 3     |
| 14   | Johnny Wickström    | JJ Cobas  | 31.59.864 | 16      | 2     |
| 15   | Robin Appleyard     | Honda     | 32.08.658 | 30      | 1     |
| 16   | Stefan Kurfiss      | Honda     | 32.13.575 | 24      |       |
| 17   | Manuel Hernández    | Honda     | 32.14.421 | 33      |       |
| 18   | Hans Koopman        | Honda     | 32.17.455 | 31      |       |
| 19   | Peter Galvin        | Honda     | 32.17.959 | 29      |       |
| 20   | Zdravko Matulja     | Honda     | 32.18.559 | 36      |       |
| 21   | Jos van Dongen      | Honda     | 32.24.348 | 21      |       |

### Ritirati
| Pilota           | Moto     | Motivo | Griglia |
| ---------------- | -------- | ------ | ------- |
| Mike Leitner     | Honda    |        | 35      |
| Manuel Herreros  | JJ Cobas |        | 19      |
| Gabriele Debbia  | Aprilia  |        | 9       |
| Steve Patrickson | Honda    |        | 28      |
| Julián Miralles  | JJ Cobas |        | 15      |
| Hubert Abold     | Rotax    |        | 26      |
| Allan Scott      | Honda    |        | 25      |
| Thierry Feuz     | Honda    |        | 7       |
| Alfred Waibel    | Honda    |        | 18      |
| Jorge Martínez   | JJ Cobas |        | 1       |

### Non ripartiti
| Pilota            | Moto    | Motivo | Griglia |
| ----------------- | ------- | ------ | ------- |
| Peter Öttl        | Rotax   |        | 20      |
| Stefan Dörflinger | Aprilia |        | 22      |
| Emilio Cuppini    | Honda   |        | 27      |
| Hisashi Unemoto   | Honda   |        | 32      |
| Bady Hassaine     | Honda   |        | 34      |

### Non qualificati
| Pilota             | Moto     |
| ------------------ | -------- |
| Jaime Mariano      | Casal    |
| Stuart Edwards     | Honda    |
| Janez Pintar       | Honda    |
| Herri Torrontegui  | Honda    |
| Flemming Kistrup   | Honda    |
| Hervé Duffard      | Honda    |
| José Saez          | Honda    |
| Stefan Brägger     | Aprilia  |
| Antonio Sánchez    | JJ Cobas |
| Jean-Claude Selini | Honda    |
| Taru Rinne         | Honda    |
| Gabriele Gnani     | Gnani    |
| Javier Arumi       | Honda    |
| Joaquin Galí       | Honda    |

## Classe sidecar
Anche il weekend delle motocarrozzette è segnato da diversi incidenti, a partire da quello dei fratelli Paul Güdel-Charly Güdel nelle prove, che li costringe a rinunciare alla gara. Nel warm-up si registra invece la caduta di Simon Birchall, passeggero di Alain Michel; il britannico, grazie alle cure mediche del dottor Claudio Costa, è però messo in condizione di prendere il via.
La vittoria va proprio all'equipaggio Michel-Birchall, davanti a Streuer-de Haas e a Webster-Simmons. In classifica Webster resta leader con 106 punti, davanti a Michel a 74, Biland a 67 e Streuer a 63.

### Arrivati al traguardo (posizioni a punti)[7]
| Pos | Pilota             | Passeggero       | Moto        | Tempo     | Punti |
| --- | ------------------ | ---------------- | ----------- | --------- | ----- |
| 1   | Alain Michel       | Simon Birchall   | LCR-Krauser | 38'08"059 | 20    |
| 2   | Egbert Streuer     | Geral de Haas    | LCR-Yamaha  | 38'08"116 | 17    |
| 3   | Steve Webster      | Gavin Simmons    | LCR-Krauser | 38'11"946 | 15    |
| 4   | Rolf Biland        | Kurt Waltisperg  | LCR-Krauser | 38'14"508 | 13    |
| 5   | Yoshisada Kumagaya | Brian Houghton   | Windle-JPX  | 38'54"643 | 11    |
| 6   | Alfred Zurbrügg    | Martin Zurbrügg  | LCR-Krauser | 38'56"789 | 10    |
| 7   | René Progin        | Gary Irlam       | LCR-Krauser | 38'58"063 | 9     |
| 8   | Masato Kumano      | Eckart Rösinger  | LCR-TEC     | 38'59"475 | 8     |
| 9   | Markus Egloff      | Urs Egloff       | SMS-Yamaha  | 39'00"038 | 7     |
| 10  | Barry Brindley     | Julian Tailford  | LCR-Yamaha  | 39'05"827 | 6     |
| 11  | Klaus Klaffenböck  | Christian Parzer | LCR-Yamaha  |           | 5     |
| 12  | Derek Jones        | Peter Brown      | LCR-Yamaha  |           | 4     |
| 13  | Ralph Bohnhorst    | Thomas Böttcher  | LCR-Yamaha  |           | 3     |
| 14  | Barry Smith        | David Smith      | Windle-ADM  |           | 2     |
| 15  | Fritz Stölzle      | Hubert Stölzle   | LCR-Krauser |           | 1     |